# Nebun după tine
Nebun după tine (Mad About You) este un sitcom american produs de televiziunea NBC. S-a întins pe 7 sezoane, între anii 1992 și 1999, având 164 de episoade. Rolurile principale au fost jucate de Paul Reiser, Helen Hunt, Anne Ramsay, Leila Kenzle, John Pankow și Richard Kind.
1. ↑  Fernsehserien.de, accesat în 13 mai 2020